# 南票区
南票区是辽宁省葫芦岛市下辖的一个市辖区。面积512平方公里，區政府駐九龍街道市府街3号。

## 行政区划
南票区下辖6个街道办事处、6个镇、4个乡：
沙锅屯街道、邱皮沟街道、苇子沟街道、小凌河街道、九龙街道、龙腾街道、缸窑岭镇、暖池塘镇、高桥镇、台集屯镇、虹螺岘镇、金星镇、沙锅屯乡、黄土坎乡、大兴乡和张相公屯乡。

## 人口
根據第七次人口普查數據，截至2020年11月1日零時，南票區常住人口為182135人。